# Берилівка
Берилі́вка — село в Україні, у Городнянській міській громаді Чернігівського району Чернігівської області. Населення становить 74 осіб. До 2017 - орган місцевого самоврядування — Сеньківська сільська рада.

## Географія
У селі річка Глинянка впадає у річку Тетиву.

## Відомі люди
У селі народилася українська мовознавиця, доктор філологічних наук, професор Олександра Сергіївна Біла (1934-1996).

## Опис
Село розташоване на кордоні з Білоруссю за 4 км. Відстань від центру громади м. Городні 30 км, від обласного центру м. Чернігова 85 км, до найближчої залізничної станції Городня 25 км.
Село розташоване між невеликими мішаними лісами, де ростуть берези, сосни, вільхи, осики, дуби. У селі протікають дві невеликі річки: Тетіва і Глинянка, які розділяють село на три частини. За переказами старожилів тут були ліси. Люди викорчовували ліс, будували хати, селилися, займалися сільським господарством. Природні багатства — торф.

## Історія
Деревня Бирилівка згадана у податкових реєстрах 1750 – 1756 рр.
Під час визвольних змагань контроль над селом кілька разів отримували різні сторони. Остаточно ствердилась радянська окупація. Після остаточного ствердження влади, червоні почали процес примусової колективізації та створили колгосп.
З лютого 1951 року колгосп носить назву «Дружба», потім перейменовано в СВК «Дружба». Зараз СВК ліквідовано. В селі була школа, клуб.
Німецькі війська увійшли до села 27 серпня 1941 року. За час німецької окупації, було розстріляно за зв'язок з партизанами цілу сім'ю Клименок Тимофія — дружину, трьох дочок і сина, а два сини теж були на фронті і загинули. Також були розстріляні Дегтяр Андрій, Акуліна та Фрося. 4 чоловіка було вивезено до Німеччини. Всі вони повернулися додому. 65 чоловік не повернулися з війни.
Станом на 2009 рік, село налічує 18 будинків, де живуть люди. Зараз в селі всього проживає 41 людина, з них 6 учнів, яких возить шкільний автобус до Городнянської гімназії. Населення в основному пенсіонери. В селі є магазин, фельдшерський пункт. Ні клубу, ні бібліотеки в селі немає. У 2007 році до села прокладено асфальт. Один раз на тиждень приходить автобус, який ходить до м. Чернігова.   2009 рік.
12 червня 2020 року, відповідно до розпорядження Кабінету Міністрів України № 730-р від «Про визначення адміністративних центрів та затвердження територій територіальних громад Чернігівської області», село увійшло до складу Городнянської міської громади.
19 липня 2020 року, в результаті адміністративно-територіальної реформи та ліквідації Городнянського району, село увійшло до складу Чернігівського району.

## Населення

### Мова
Розподіл населення за рідною мовою за даними перепису 2001 року:
| Мова       | Кількість | Відсоток |
| ---------- | --------- | -------- |
| українська | 71        | 95.94%   |
| російська  | 2         | 2.71%    |
| білоруська | 1         | 1.35%    |
| Усього     | 74        | 100%     |